# Nonacosan
Nonacosan ist ein langkettiges, lineares Alkan. 

## Vorkommen

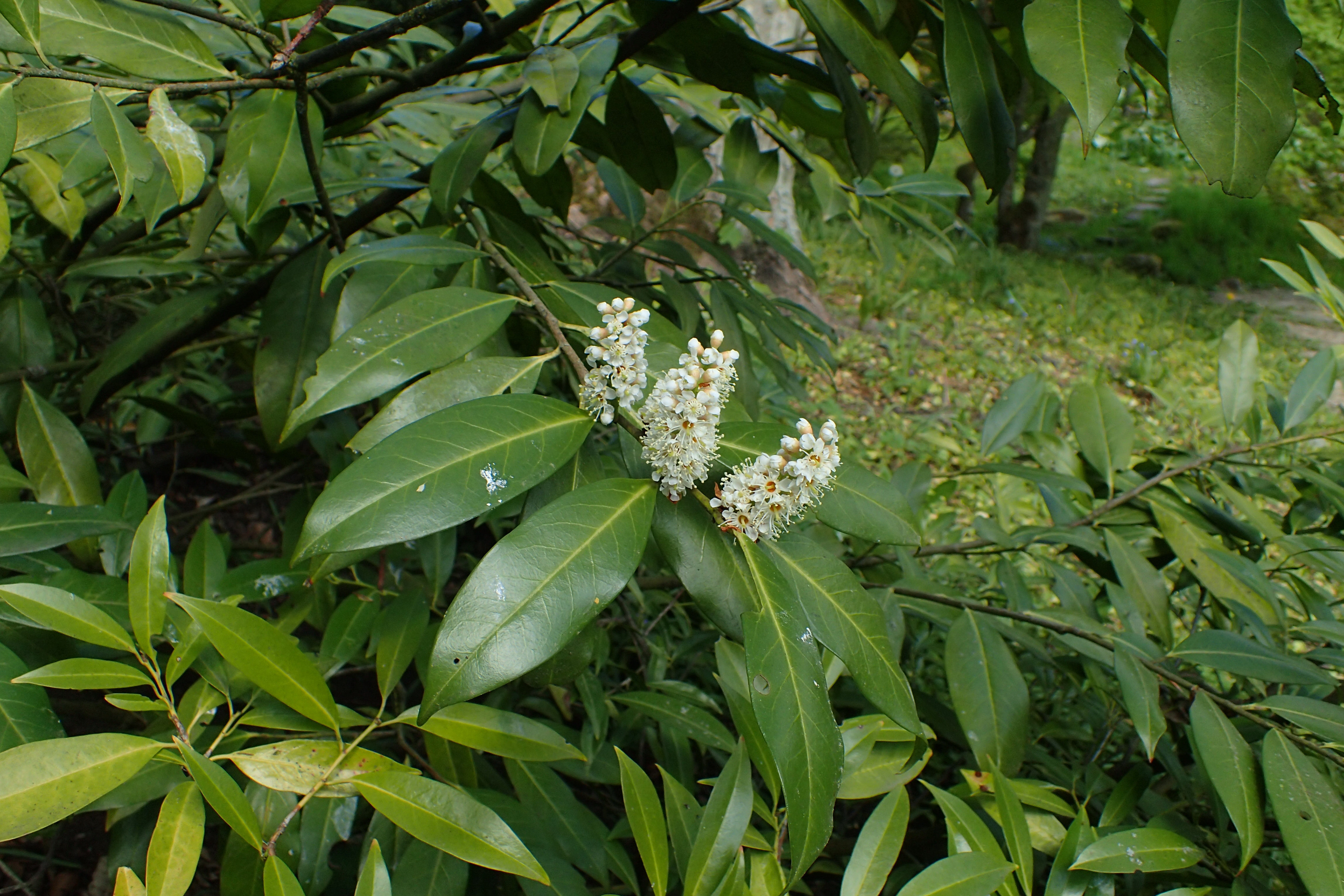
Das Blattwachs des Kirschlorbeers enthält viel Nonacosan

Nonacosan ist ein Bestandteil von Paraffinwachs von Ozokerit. Dessen Zusammensetzung unterscheidet sich je nach Herkunft, Nonacosan ist jedoch zuweilen eine der wichtigsten Komponenten. Es ist außerdem ein Bestandteil des Wachses der Cuticula von Pflanzen. Dessen Zusammensetzung unterscheidet sich stark zwischen Pflanzen, sowohl was den Anteil an Alkanen angeht, als auch deren Kettenlänge. Nonacosan stellt bei verschiedenen Pflanzen das Maximum der Längenverteilung der enthaltenen Alkane dar. Hierzu gehören Schmalblättriger Rohrkolben (Typha angustifolia), Saat-Wucherblume (Chrysanthemum segetum), Ruhmeskrone (Gloriosa rothschildiana) und der Kirschlorbeer (Prunus laurocerasus), bei dem das Blattwachs mit über 70 % auch besonders viele Alkane enthält. Im Blattwachs von Ludwigia adscendens (Gattung Heusenkräuter) macht Pentacosan den Hauptteil der Alkane aus, Nonacosan gehört jedoch auch zu den Verbindungen, die einen größeren Anteil ausmachen.